# Islamic Relief
Islamic Relief (IR) è organizzazione umanitaria internazionale indipendente, a-politica e non governativa (ONG), sostenuta da centinaia di migliaia di donatori nel mondo e da istituzioni come l'agenzia delle Nazioni Unite e la Commissione Europea (CE). Con sede a Birmingham, Regno Unito, IR ha uffici partner in oltre 30 paesi del mondo e coordina, con questi, la raccolta dei fondi necessari alle emergenze e alla promozione di progetti di sviluppo nei paesi colpiti da calamità o conflitti.
IR risponde ai disastri e alle emergenze lavorando con le comunità locali per combattere la povertà e promuovere lo sviluppo economico e sociale delle popolazioni colpite.
Islamic Relief è stata fondata nel 1984 dal Dr. Hany El Banna e da suoi compagni di Università a Birmingham, in risposta ad una carestia in Africa. Da allora, IR, è cresciuta fino a diventare una grande organizzazione che fornisce a milioni di persone nel mondo sostegno ed aiuto, una speranza per un futuro migliore.
A livello internazionale, IR ha statuto consultivo presso il Consiglio Economico e Sociale dell'ONU, ed è firmataria del codice di condotta internazionale della Croce Rossa e della Mezzaluna Rossa. IR è inoltre impegnata nel raggiungere gli “Obiettivi di Sviluppo del Millennio” (MDGs) attraverso campagne di sensibilizzazione sul tema della povertà e il lavoro
sul campo.
Islamic Relief lavora in favore delle comunità locali, senza fare distinzione di razza, sesso o religione, per rafforzarle e sostenerle nel cammino verso lo sviluppo e l'indipendenza.

## Uffici sul territorio
Uffici di Raccolta Fondi
- Europa: Regno Unito, Germania, Italia, Svizzera, Svezia, Belgio, Paesi Bassi, Francia
- America: Stati Uniti, Canada
- Africa: Sudafrica
- Asia: Malaysia
- Medio Oriente

Uffici implementazione
- Africa: Ciad, Etiopia, Kenya, Malawi, Mali, Niger, Somalia, Sudafrica, Sudan
- Asia: Afghanistan, Bangladesh, Cina, India, Indonesia, Pakistan, Sri Lanka
- Europa: Albania, Bosnia ed Erzegovina, Kosovo, Cecenia
- Medio oriente: Egitto, Iraq, Giordania, Palestina, Yemen
- America: Haiti

## Partnership
Islamic Relief è membro consultivo del Consiglio Economico e Sociale delle Nazioni Unite, è registrata con il Governo inglese nella “Charity Commission”, è firmataria del Codice di Condotta per la Croce Rossa Internazionale e per la Mezzaluna Rossa oltre che dell'ONG Disaster Relief.
È anche membro del British Overseas NGOs Development (BOND). Inoltre Islamic Relief è parte della coalizione globale MAKEPOVERTYHISTORY (di cui fanno parte le più grosse Ong e associazioni umanitarie, quali ad esempio: UNICEF, Cafod-Catholic Agency for Overseas Development, Care, Evangelic Alliance, Greenpeace, Methodist Church, Oxfam, Save the Children, World Jewish Aid e tante altre) che sta portando avanti una campagna per porre fine alla povertà estrema.
Islamic Relief è stata premiata con il terzo posto nel “Charities Online Accounts Awards 2006”.
Il premio, sponsorizzato dal “Charities Aid Foundation” (CAF) e dall'“Istituto di Commercialisti in Inghilterra e Galles” (ICAEW) riconosce l'eccellenza e la trasparenza nella contabilità finanziaria.
Il premio è il riconoscimento della trasparenza dei bilanci annuali certificati di Islamic Relief per l'anno 2005.
“L'alta qualità dei resoconti finanziari è più che un imperativo per il settore umanitario, tanto quanto lo è per il mondo commerciale. Il terzo posto in questa categoria va ad Islamic Relief” ha detto il Presidente della giuria, Mr. Graham Ward. Ha inoltre aggiunto: “ il contenuto tecnico del rapporto ha ricevuto la votazione massima di 50 punti. Il rapporto era chiaro e semplice, con grafici ed immagini di supporto”.
Haroun Atallah, che ricopre la carica di Finance & Services Director di Islamic Relief ha detto: “Questo è un grande encomio per l'organizzazione, in un momento in cui la trasparenza della contabilità delle associazioni benefiche è sotto esame. Ora abbiamo il riconoscimento dei nostri colleghi e di tutto il settore della beneficenza, che siamo una delle organizzazioni umanitarie più trasparenti. È un premio al duro lavoro di tutto lo staff di Islamic Relief, specialmente a coloro che lavorano nel settore finanze. Siamo sempre stati orgogliosi del fatto di essere una organizzazione aperta e trasparente, questo riconoscimento ci spronerà a mantenere questi standards.”

## Emergenze
Ogni anno le catastrofi naturali e umane causano milioni di morti. I sopravvissuti sono spesso intrappolati nella morsa della povertà, costretti ogni giorno, da soli, a far fronte agli stenti e alle difficoltà. Alcuni non hanno più una casa o sono costretti a spostarsi o ad emigrare per cercare rifugio altrove.
Con le sue squadre di emergenza e primo soccorso, Islamic Relief, è in grado di rispondere alle catastrofi umanitarie in tempi brevi e con efficacia fornendo cibo, acqua, riparo e cure mediche. Una volta terminata l'emergenza, IR, continua a lavorare sul territorio per aiutare le comunità a rialzarsi, sostenendole nella ricostruzione delle infrastrutture e nel ripristino dei mezzi di sussistenza.
Anche se le catastrofi sono spesso senza preavviso, il loro impatto può essere ridotto con la formazione alla gestione delle emergenze. Gli effetti delle catastrofi sulla popolazione diminuiscono nella misura in cui si rafforzano le capacità di risposta delle comunità ai disastri, ad esempio provvedendo a situare articoli di soccorso in luoghi strategici del territorio o preparando le infrastrutture a situazioni emergenziali. IR offre formazione alle organizzazioni locali nella gestione delle catastrofi e del primo soccorso, e lavora con le comunità per sviluppare metodi di uscita dalla crisi.
Nel Corno d'Africa, IR, ha aiutato la popolazione a diversificare le loro fonti di reddito per affrontare al meglio le siccità ricorrenti mentre in Bangladesh sostiene le famiglie nella costruzione di case sicure contro l'alluvione e fornisce formazione sulla prevenzione ai disastri.

### Terremoto d'Abruzzo
Durante il 2009, Islamic Relief Italia è intervenuta a sostegno della popolazione colpita durante il terremoto dell'Abruzzo (del 6 aprile 2009). Durante questa catastrofe, IR Italia, ha portato aiuti umanitari e di primo soccorso (con beni di prima necessità); per poi stabilirsi con i suoi volontari al campo di Onna per una durata di sei mesi (fino alla consegna delle case) dove ha prestato servizio nella gestione del campo stesso.

## Microcredito
I piccoli prestiti sono fondamentali nei paesi in via di
sviluppo. Perché, dopo una catastrofe o un conflitto,
molte persone cercano di rifarsi una vita, di rialzarsi
e necessitano solo di un piccolo prestito per ricominciare
a vivere con dignità e serenità.
Per questo Islamic Relief sostiene, con micro finanziamenti,
tutte quelle persone che intendono riaprire un'attività lavorativa che possa garantire loro indipendenza
e sicurezza. Diverse organizzazioni sono già attive
nell'assistere economicamente gli indigenti, ma utilizzano
forme di prestito classiche.
l'Islam vieta il prestito ad interesse, ed è per questo che
i musulmani sono spesso riluttanti ad accettare queste
forme di finanziamento. Questo ha creato una grande
domanda di prestiti a interessi zero basati sulla finanza islamica (considerando che i musulmani del mondo
sono 1.3 miliardi).
Islamic Relief fornisce prestiti di micro finanza da oltre
un decennio. Questi finanziamenti, oltre a seguire rigorosamente
i principi islamici, come la condivisione del
rischio tra mutuante e mutuatario, vengono erogati ad
attività commerciali e artigianali moralmente accettabili.
Le tecniche di finanziamento islamico comprendono la
murabaha, mudaraba, qard hasan e ijarah, ed alcune
prevedono addirittura una combinazione di tecniche
a seconda del tipo di prestito, l'impresa e l'esperienza
del mutuatario.
Islamic Relief ha programmi di micro finanziamento
in Bosnia-Erzegovina, Kosovo, Pakistan, Bangladesh
e nei Territori Occupati Palestinesi e attualmente IR
sta riproponendo questo modello in Kenya, Sudan e
Mali. I beneficiari sono migliaia di piccoli imprenditori
ed artigiani che grazie a questi piccoli prestiti possono
riprendere a lavorare migliorando le loro condizioni di
vita e portando benessere alla comunità.
Nel prossimo futuro Islamic Relief spera di espandere
queste iniziative in Malawi, Ciad ed Etiopia.

## Orfani
I bambini rimangono orfani a causa di guerre, povertà,
calamità naturali, malattie come l'HIV e l'AIDS e sono
i soggetti più vulnerabili e deboli della società. Oltre
al trauma di perdere uno o entrambi i genitori, gli orfani si
trovano spesso ad affrontare condizioni di vita difficili, di
stenti e povertà. I parenti e i tutori non sempre riescono a
soddisfare i loro bisogni fondamentali e così i bambini sono
i primi costretti ad abbandonare la scuola e cercare lavoro
per mantenersi e sostenere le spese della famiglia.
Senza però un'adeguata formazione scolastica i lavori sono
spesso sottopagati e fisicamente logoranti. In queste condizioni
precarie, inoltre, i bambini possono essere facilmente
impiegati in attività criminali.
Islamic Relief si prende cura degli orfani dal 1986, e oggi,
con suo programma di sponsorizzazione, sostiene circa
27.000 bambini in oltre 20 paesi nel mondo. Il programma
“One-to-one” per l'adozione degli orfani permette ai singoli
donatori di sostenere i bambini che hanno bisogno di aiuto.
Il sostegno finanziario regolare permette loro di andare a
scuola, migliorare le loro condizioni alimentari e abitative e
ottenere l'accesso alle cure mediche.
Sono diversi i programmi di Islamic Relief che coinvolgono
gli orfani, le loro famiglie e la comunità. In Kenya e Mali IR
ha promosso e sviluppato progetti di micro finanza in favore
di vedove per renderle autonome nelle loro attività, mentre
a Kabul, in Afghanistan, Islamic Relief gestisce un centro
di formazione che offre agli orfani e ai loro tutori, corsi di
alfabetizzazione e informatica per prepararli al meglio al
mondo del lavoro.

### Adozione a Distanza
Per ogni euro donato, 87,5 centesimi vanno direttamente al bambino e ai suoi familiari. I rimanenti 12,5 centesimi servono a coprire le spese amministrative, come le visite di controllo presso l'abitazione del bambino, l'invio di rapporti periodici, ecc.
Il programma di Adozione a distanza si prefigge l'obiettivo di garantire ai bambini una crescita sana, un corretto sviluppo educativo, sociale e morale, salute e nutrizione, anche in situazioni di disagio. Tutto ciò che può migliorare il benessere dei bambini ci sta a cuore.
- Educazione (Visite regolari presso le scuole Zainetti, uniformi, libri, penne, quaderni e materiale didattico in generale, Concorsi educativi, Alla fine dell'anno scolastico, feste di chiusura con distribuzione di regali)
- Sociale (Visite regolari presso le abitazioni, Contributo economico mensile, Regali occasionali, Visita nel giorno dell'Aid e distribuzione di vestiti, Distribuzioni varie: Zakah e Udhiyah/Qurbani)
- Salute (Controlli medici periodici, Distribuzione di opuscoli informativi ai familiari dei bambini, Campagne di sensibilizzazione sulle principali norme igienico-sanitarie, Vaccinazioni)
- Cultura, sport e svago (Campi estivi, Escursioni, Attività culturali, Gare sportive)

## Salute e Nutrizione
L'accesso all'assistenza sanitaria è uno dei bisogni
essenziali per le comunità povere. Per i più disagiati,
anche una semplice visita medica o acquistare farmaci
di base non è possibile a causa dell'irreperibilità di un
medico o per i costi proibitivi delle medicine.
Sono 30.000 le persone che muoiono ogni giorno per
malattie facilmente curabili mentre sono più di 500.000 le
donne che muoiono ogni anno durante la gravidanza e il
parto per cause prevedibili e curabili.
Le cattive condizioni di salute inoltre incidono anche
sulla possibilità di vivere tranquillamente e impediscono
ai bambini di accedere regolarmente all'istruzione. Un
quarto di tutti i bambini che vivono nei paesi in via di sviluppo
soffrono di malnutrizione e rischiano così di veder
compromesso il loro futuro per gli effetti permanenti che
malattia crea. Sulle Comunità grava anche la cura dei
malati e delle persone indigenti che hanno perso prematuramente
coloro che provvedevano al loro sostentamento
e che ora hanno difficoltà a risollevarsi dalla povertà.
Islamic Relief opera per garantire alle comunità povere
un migliore accesso alle cure sanitarie e per ridurre la
mortalità materna e infantile.
IR costruisce cliniche sanitarie, forma ostetriche e
assistenti e promuove corsi di formazione su salute e
igiene nelle comunità locali. L'obbiettivo di IR è quello
di rendere le comunità forti ed indipendenti, per questo
la formazione sanitaria è indirizzata ad operatori locali,
per prepararli al meglio a rispondere quotidianamente
ai bisogni della gente.

## Istruzione e Formazione
L'educazione è la soluzione al problema della
povertà. I bambini che completano il ciclo primario
di istruzione, sono i primi a beneficiare della loro formazione
guadagnando in possibilità e prospettive per
il futuro. In molti casi però, nelle comunità povere,
l'educazione dei bambini è la prima voce ad essere
sacrificata in favore di lavoro e sostentamento. Sono
milioni i bambini nel mondo che non frequentano la
scuola elementare, alcuni non possono permettersela,
altri non possono raggiungerla e, in troppi casi,
i bambini non hanno altra scelta che lavorare per
sostenere le famiglie.
I programmi formativi di Islamic Relief sono finalizzati
a portare quanti più bambini a frequentare la scuola e
migliorare, per questi, l'accesso alle strutture educative.
IR lavora affinché la regolare partecipazione dei
bambini alle scuole diventi una possibilità reale. In
questi programmi di sostegno all'istruzione e alla formazione,
Islamic Relief dà la priorità ai gruppi più vulnerabili
tra cui le ragazze, quelle che vivono in zone
remote o di conflitto, orfani e bambini che vivono
con disabilità. Opera inoltre per migliorare la qualità
dell'istruzione e garantire ai giovani, che terminano la
scuola o l'università, percorsi di formazione, per dare
loro competenze utili alla carriera lavorativa.
IR lavora a stretto contatto con le comunità locali
per garantire che i programmi promossi rispondano
e soddisfino le esigenze della popolazione. In alcuni
progetti la priorità viene data all'istruzione e alfabetizzazione
degli adulti mentre in altri alla costruzione
urgente di scuole e alla loro messa in utilizzo. Per
contribuire a migliorare la qualità dell'istruzione,
Islamic Relief investe in programmi di formazione
del corpo insegnanti e offre, per incoraggiare anche i
bambini di famiglie disagiate a frequentare le scuole,
incentivi alla frequenza con buoni pasto e con la fornitura
di zaini, uniformi e materiale di cancelleria così
da ridurre per le famiglie i costi dell'istruzione dei figli.

## Acqua e Sanitari
L'acqua è il più basilare dei bisogni umani. Eppure
sono più di un miliardo le persone che nel mondo,
ogni giorno, lottano per avere accesso all'acqua
pulita e potabile. Circa 5.000 bambini perdono ogni
giorno la vita per malattie causate dall'utilizzo di acqua
sporca. Due miliardi le persone che non usufruiscono di
servizi igienico-sanitari adeguati, con gravi conseguenze
sulla loro salute.
Uno scarso accesso alle strutture idriche e ai servizi igienici
colpisce anche la capacità di lavorare e mantenersi.
La carenza di acqua per il bestiame o per l'irrigazione
infatti può portare al fallimento del raccolto, alla perdita
della capacità produttiva e alla carestia. Per i giovani, la
cattiva salute e la fatica quotidiana per ricerca dell'acqua
- specialmente per le ragazze - significa frequentare
meno le scuole e perdere prospettive per il loro futuro.
Islamic Relief affronta i problemi che impediscono alle
comunità un regolare accesso all'acqua e ai servizi
igienico-sanitari, come la siccità e la mancanza di
infrastrutture. IR lavora a fianco delle comunità locali
per costruire reti idriche e fognarie utili a garantire
alla popolazione i servizi igienici essenziali. Accanto
a questo si impegna a sensibilizzare e dare maggiore
consapevolezza sull'importanza delle buone prassi
igieniche come ad esempio lavarsi le mani con il sapone,
gesto che da solo può quasi dimezzare il numero di
infezioni potenzialmente contraibili.
Per affrontare i problemi di accesso, qualità o scarsità
dell'acqua, IR applica soluzioni innovative ed ecologiche
come, in Pakistan, sfruttare l'energia solare ed
eolica per alimentare pompe ad acqua e costruire, in
Cina, sistemi di raccolta dell'acqua piovana. Islamic
Relief inoltre è impegnata, nella campagna “Obbiettivi
di Sviluppo del Millennio”, a dimezzare, entro il 2015, il
numero di persone che non hanno accesso all'acqua
potabile e ai servizi igienico-sanitari.

## Vita Sostenibile
Islamic Relief fornisce micro finanziamenti basati sui
principi etici islamici, tra i quali la ripartizione del rischio nell'investimento tra finanziatore e debitore, sistema che incoraggia quest'ultimo a sviluppare con successo il proprio business. Attualmente, nei paesi dove IR fornisce prestiti, i programmi di micro finanza hanno un'alta percentuale di successo, con la maggior parte dei prestiti restituiti in tempo e con il mutuatari che, soddisfatti, fanno richiesta per un secondo o terzo finanziamento per poter estendere ed ampliare le loro attività.
Islamic Relief supporta anche le donne che spesso
incontrano difficoltà nel provvedere da sole al loro sostentamento.
Donne che, rimaste improvvisamente vedove,
hanno la possibilità di lavorare ma mancano di competenze
e che non hanno alcun credito per poter avviare
un'impresa. Islamic Relief lavora per ridurre lo squilibrio di genere, sostenendole nelle loro attività, rendendole così
capaci di badare e provvedere al sostentamento delle loro
famiglie.